# NGC 6362
NGC 6362 è un ammasso globulare visibile nella costellazione dell'Altare.
si trova nella parte più meridionale della costellazione, vicino al confine con l'Uccello del Paradiso; è poco brillante, visibile solo con potenti binocoli o telescopi amatoriali. La concentrazione dell'oggetto è molto bassa e fa sì che tramite uno strumento amatoriale appaia come una macchia chiara sfocata. La sua grande distanza poi incide sulla magnitudine apparente delle sue componenti, che infatti non sono più brillanti della magnitudine 14. Dista dal Sole oltre 25 000 anni-luce.